# Sosnowyj Łog (Kraj Ałtajski)
Sosnowyj Łog (ros. Сосновый Лог) – wieś w Rosji, w Kraju Ałtajskim, w rejonie kytmanowskim. W 2010 liczyła 542 mieszkańców.